# Davis (Virginia Occidental)
Davis es un pueblo ubicado en el condado de Tucker en el estado estadounidense de Virginia Occidental. En el Censo de 2010 tenía una población de 660 habitantes y una densidad poblacional de 139,33 personas por km². Se encuentra al norte del estado, junto a la frontera con Maryland. 

## Geografía
Davis se encuentra ubicado en las coordenadas 39°7′37″N 79°27′45″O / 39.12694, -79.46250. Según la Oficina del Censo de los Estados Unidos, Davis tiene una superficie total de 4.74 km², de la cual 4.74 km² corresponden a tierra firme y (0%) 0 km² es agua.

## Demografía
Según el censo de 2010, había 660 personas residiendo en Davis. La densidad de población era de 139,33 hab./km². De los 660 habitantes, Davis estaba compuesto por el 98.03% blancos, el 0% eran afroamericanos, el 0.45% eran amerindios, el 0% eran asiáticos, el 0% eran isleños del Pacífico, el 0.45% eran de otras razas y el 1.06% pertenecían a dos o más razas. Del total de la población el 0.91% eran hispanos o latinos de cualquier raza.